# Dimitrije Avramović
Pour les articles homonymes, voir Avramović.
Dimitrije Avramović (en serbe cyrillique : Димитрије Аврамовић ; né le 15 mars 1815 à Sveti Ivan Šajkaški -  mort le 1er mars 1855 à Novi Sad) était un peintre et un écrivain serbe. En tant que peintre, il est considéré comme l'un des grands représentants du romantisme en Serbie et est connu pour ses peintures et ses fresques religieuses. Il a été membre correspondant de la Société des gens de Lettres, qui est aujourd'hui devenue l'Académie serbe des sciences et des arts.

## Biographie

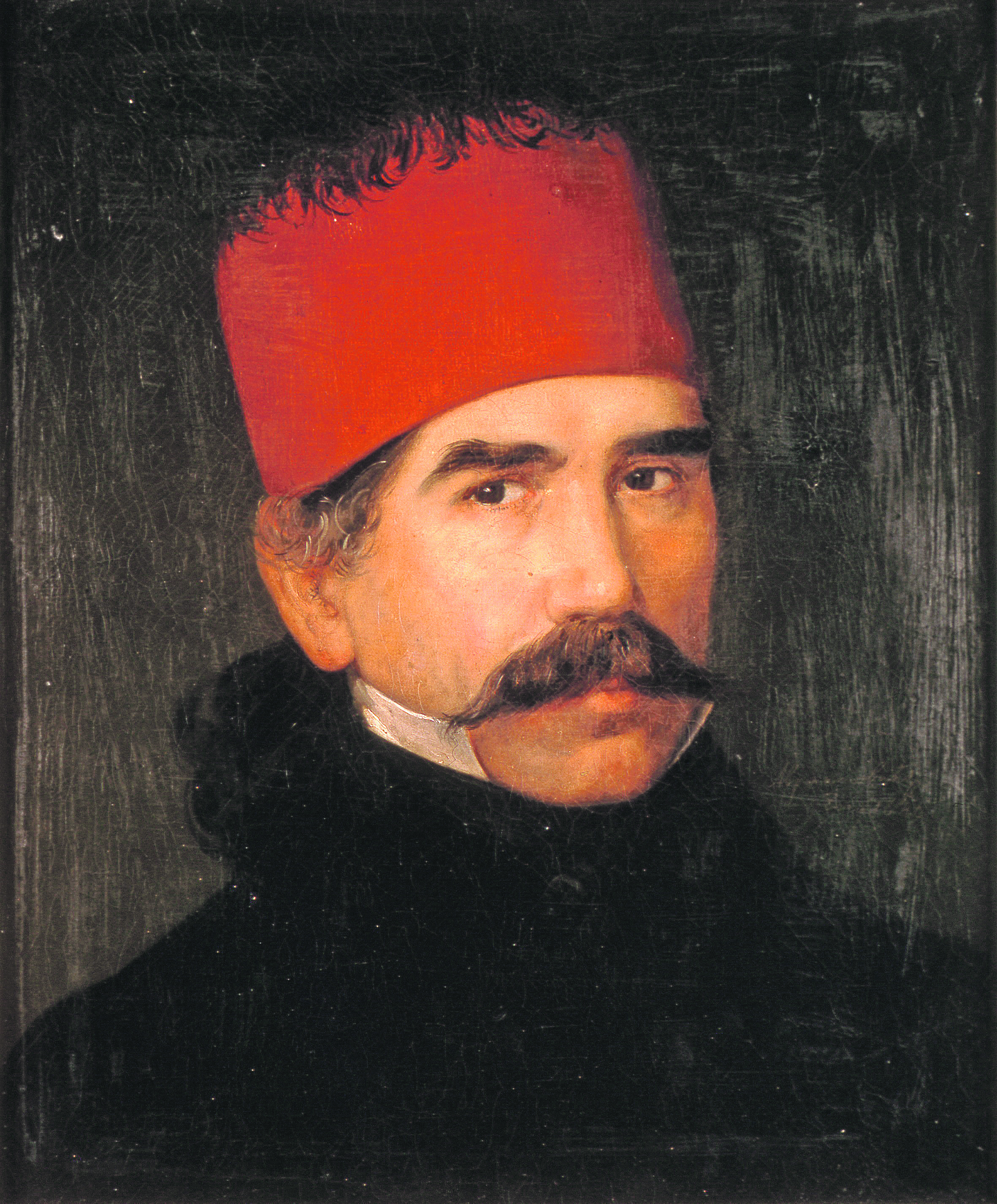
Portrait de Vuk Stefanović Karadžić, 1840

## Œuvres
Sur le plan pictural, on lui doit l'iconostase et les fresques de la cathédrale Saint-Michel de Belgrade, réalisées entre 1841 et 1845,. Il a également peint l'iconostase et les fresques de l'église de la Mère-de-Dieu à Topola ou encore l'iconostase et les fresques de l'église du monastère de Vrdnik-Ravanica.
Dimitrije Avramović a également réalisé les portraits de nombreuses personnalités de son temps, comme Sima Milutinović Sarajlija et Vuk Stefanović Karadžić, le grand réformateur de la langue serbe. L'une de ses compositions les plus célèbres est l'Apothéose de Lukijan Mušicki.

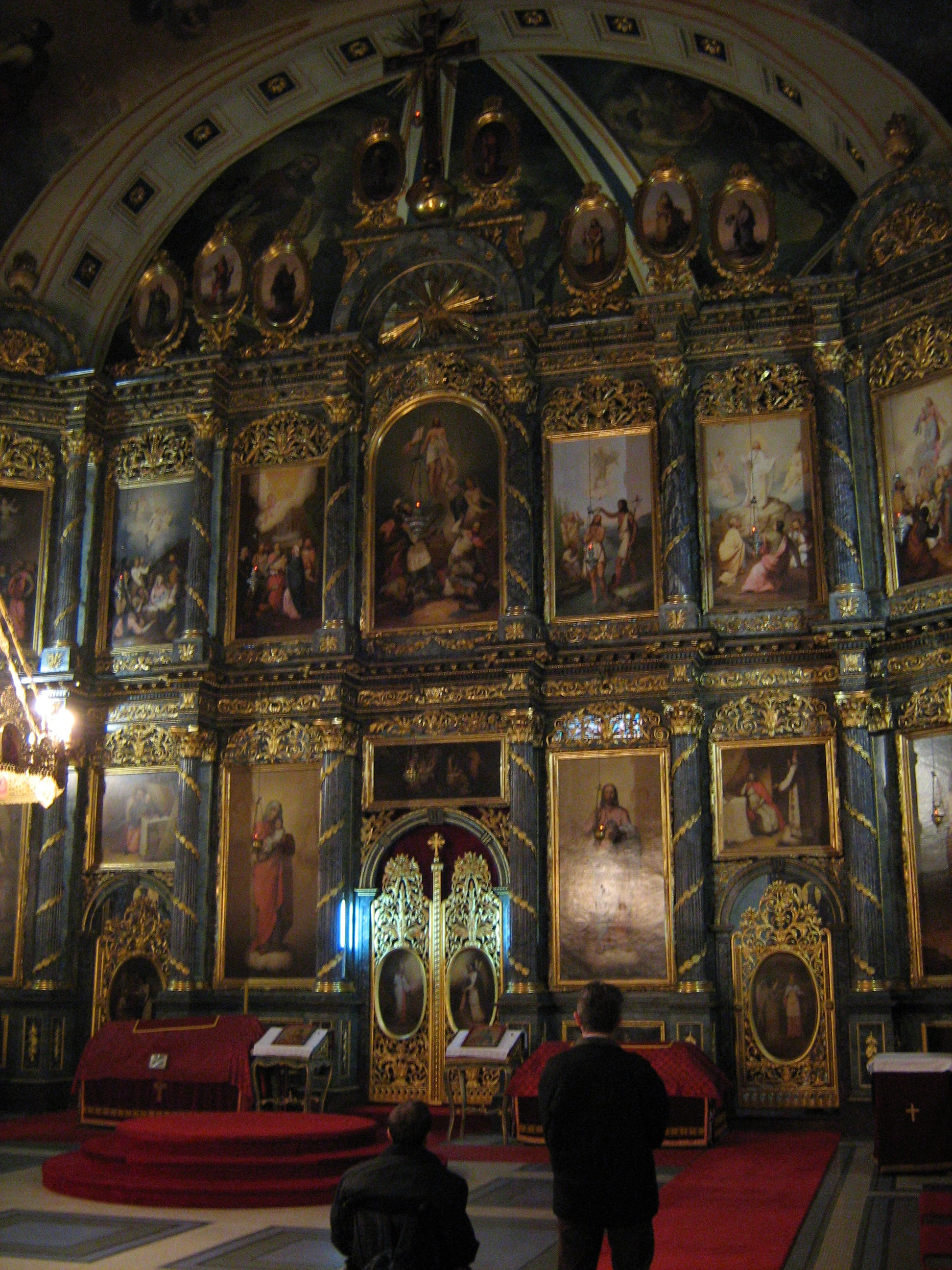
L'iconostase de la cathédrale Saint-Michel de Belgrade

En dehors des églises et des monastères, ses œuvres sont conservées au Musée national de Belgrade et à la galerie de la Matica srpska à Novi Sad.
Quelques œuvres :
- Portrait de Dositej Obradović, 1833
- Portrait du comte Jeftimije Jeronim Ljubibartić, 1834
- Portrait d'Alandre Ier de Russie, 1834
- L'Apothéose de Lukijan Mušicki, 1840
- Portrait de Joakim Vujić, 1845